# Lissonota scabricauda
Lissonota scabricauda là một loài tò vò trong họ Ichneumonidae.